# Tornóczky Anita
Tornóczky Anita (Budapest, 1979. augusztus  5. – ) magyar állatvédő, okleveles habilitációs kutyakiképző. Korábban modellként és televíziós műsorvezetőként is tevékenykedett. Medgyessy Péter volt miniszterelnök nevelt lánya.

## Életpályája

### Végzettsége
Több diplomája van. Nyilatkozata szerint az első közgazdász diplomát a Külkereskedelmi Főiskolán szerezte, majd egy közgazdasági MBA képesítést és PhD fokozatot, tanulmányozta a magyar háztartások megtakarítási hajlandóságát. Továbbá elvégezte az ELTE kulturális menedzsment szakát. Ezen kívül a Századvég Politikai Iskolában politológiai végzettséget szerzett. Öt nyelvből (francia, angol, német, spanyol és portugál) rendelkezik nyelvvizsgával. Repülőt is megtanult vezetni és megszerezte a habilitációs kutyakiképző oklevelet.

### Munkái, tevékenysége
Pályafutását modellként kezdte, 2004-ben a CKM magazin decemberi címlapsztárja volt. A 2000-es években a bekerült a média világába, több műsort is vezetett. Később, 2009-ben az akkor alapított, konzervatív irányvonalat képviselő politikai elemzőközpontnál, az Optimum Intézetnél mint vezető elemző kapott megbízást. 
Több gazdasági társaság működésében is volt szerepe. Hajdú Péterrel közös céget alapítottak tévés műsorok (például NÉVshowR) gyártására. Ezen Happy-Film ´97 Bt kültagja volt. A Pomo Ice Kft.-nek ügyvezetője volt, amely vállalkozás egy kávéházhoz volt köthető.
Tornóczky más vállalkozásokkal is megpróbálkozott, de nem lettek sikeresek. A Lazítás Kft. keretein belül szépségszalont működtetett a Margit híd közelében, de a fogyasztószalonja 2011-re több millió forint bérleti díj hátralékot halmozott fel, a bíróság az összeg megfizetésére kötelezte, később a céget felszámolták. Elmondása szerint fizetett volna a bérbeadónak, de a vállalkozás nem volt nyereséges, így  „Másfél évig kölcsönökből próbáltam fenntartani, ...  még ma is ezeket a milliós összegű kölcsönöket nyögöm, ezért nem tudok fizetni”. Egy másik üzlete, amely az Allee bevásárlóközpontban található cukrászda volt, szintén a kiegyenlítetlen bérleti díjak miatt szerepelt a hírekben.
A vállalkozásokat követőn váltott és 2011 végétől az akkor alapított Állatvédőrség főállású munkatársa lett. Innentől kezdve leginkább állatvédői és állatmentői tevékenységével kapcsolatban mutatkozott. A kutyák iránti rajongását édesapjától örökölte, gyermekkorában azonban egy nagyon kis lakásban laktak, így akkor nem lehetett kutyája. Az állatvédői tevékenysége óta éves szinten több száz állat, főleg kutya mentésében, gyógyításában, rehabilitálásában vett részt. Az általa vezetett Országos Állatvédőrség Alapítvány mellett a saját otthonában is több kutyát tart. A Veresegyházi Medveotthon munkájában is aktívan részt vett.
2020-ban került kiadásra a könyve, "Izé szerint a világ" címmel. A tacskója.neve Izé, innen ered a könyv címe.

### Televíziós munkái, szereplései
Tornóczky riporterként dolgozott a NÉVShowR című műsorban, továbbá a 2000-es évek elején a Magyar Televízió (MTV) Roadshow műsorvezetőjeként is szerepelt. 2003/2004-ben a T-Akták című riportsorozatot készítette. Látható volt az Autóbontó műsorvezetőjeként is. Lapinformációk szerint Tornóczkyt ezen időben összesen havi tizenkétmillió forint feletti értékű szerződések kötötték az MTV Rt.-hez. 2006-ban az ATV-n Istenes Lászlóval a Balatoni Nyár szórakoztató műsort vezette. Szintén 2006-ban moderátora volt a Miss World Hungary szépségversenynek. 2007 és 2008 között a TV2 csatorna reggeli Mokka műsorának egyik műsorvezetője volt.
Ezt követően a kereskedelmi televíziózást abbahagyta, amit az alábbiakkal indokolt:

„
[...]az a fajta nagyonbulvár-irány, amibe a kereskedelmi televíziózás elment, az nekem nem hiányzott. Én akkor döntöttem el, hogy abbahagyom, amikor éhgyomorra reggel 7-kor le kellett spriccelnem Kiszel Tünde mellét egy reggeli műsorban mint műsorvezető. Ezt én nem kérem, ennél én sokkal többet gondolok magamról. És ráadásul én nem is tudok őszintén érdeklődni, ha engem nem érdekel valaki vagy valami.
”

 A Kiszel Tünde észrevételét követően a megjegyzését később úgy magyarázta, hogy

„
Nem arról szólt, hogy Kiszel Tünde melle, vagy nem, történetesen ő volt ott. Én azt gondolom, hogy ez semennyire sem volt bántó.
”

Ezt követően már csak meghívott vendégként, vagy játékosként szerepelt különböző műsorokban. 2021-ben megnyert az RTL Konyhafőnök VIP című műsorban a főző versenyt. 2022-ben a Troll a konyhában című, Viasat3 csatornán ment műsorban is versenyzett. 2024-ben a TV2-n sugárzott Szerencsekerékbe játékosként hívták meg. A két korábbi műsorvezető párjaival továbbra is jó kapcsolata maradt fenn. 2022-ben vendége volt a "Összezárva Hajdú Péterrel" című műsornak, 2025-ben pedig az ATV-n Bochkor Gábor műsorvezetővel futó talk-showban volt látható.

## Magánélete
Édesanyja, Csaplár Katalin, akinek  az első házasságából született. A szülei elváltak, majd az édesanyja hozzáment Medgyessy Péterhez, aki a nevelőapja lett.
Több ismert hírességgel volt kapcsolata. Az első, igazi szerelme Bochkor Gábor volt. Másfél évig voltak együtt. Hajdú Péter műsorvezetővel  is volt egy kapcsolata, ami mindössze egy hónapig tartott, de azt követően jó baráti viszony marad meg köztük. 2005-ben egy rövidebb ideig Steinmetz Barnabás vízipólóssal került kapcsolatba, ami hamar véget ért.Több év együttélést követően Szini Béla gazdag üzletember lett a férje. A 260 fős esküvőre 2009 augusztusában  a röjtökmuzsaji kastélyszállóban került sor. 2013 nyarán szétköltöztek. Ekkor néhány hónapig együtt volt Pantl Péterrel, a Playboy akkori főszerkesztőjével, majd szakítottak. Ezután Szinivel a házasságuknak adtak még egy újabb esélyt, de végül is 2016-ban hivatalosan elváltak. 2013-ban mikroadenóma miatt  kezelték, a betegségből kigyógyult.
A válását követően új párja 2018 eleje óta az Angliában dolgozó Miklós keresztnevű gazdasági jogász. 2024 november 27-én született meg – lombikprogram segítségével- első gyermekük, Noel.